# Ayase Ueda
Ayase Ueda (上田 綺世, Ueda Ayase, Mito, 28 de agosto de 1998) é um futebolista japonês que atua como atacante. Atualmente joga pelo Feyenoord e pela Seleção Japonesa.

## Carreira

### Início
Ueda nasceu na cidade de Mito, capital da Prefeitura de Ibaraki, começando a jogar futebol com seis anos inspirado após vez seu pai marcar um hat-trick numa partida. Ueda iniciou sua carreira na Kashima Antlers Norte enquanto ainda estava no colegial, migrando para o Kashima Gakuen High School para além de jogar futebol terminar seus estudos. Representou sua escola no ensino médio em dois torneios, o Campeonato Intercolegial e Torneio de Futebol do Ensino Médio do Japão – torneio em marcou dois gols na primeira fase mas que sua escola acabou sendo eliminada na segunda fase.

### Universidade de Hosei
Após formar-se no ensino médio, Ueda foi estudar esportes na Universidade de Hosei e passou a fazer parte do time da faculdade. Em seu primeiro ano, marcou 15 gols em 27 jogos e ganhou o primeiro de melhor jogador jovem da JUFA Kanto League 1. No ano seguinte, ajudou sua faculdade a ganhar o All Japan University Football Championship pela primeira vez em 42 anos. Marcou na semifinal contra a Universidade de Juntendo e somou dois no torneio ao todo, tendonsido eleito o melhor atacante. No torneio de 2018 da JUFA Kanto League 1, marcou 11 gols em 19 jogos integrou o time dos 11 melhores da competição.
Depois de temporada bem sucedidas na Universidade, em fevereiro de 2019 foi anunciado que ele se juntaria ao seu clube de infância, o Kashima Antlers, como um jogador especial designado, com o objetivo de se juntar ao clube por completo em 2021. Ueda começou a temporada ainda representando Hosei, mas logo em julho de 2019 foi anunciado que retirou-se definitivamente da universidade e que estava integrado ao elenco do Kashima mais cedo do que o planejado. Sua convocação à seleção acelerou sua saída da universidade e proveu a chance de integrar o futebol profissional, com Ueda dizendo que "havia feito o que podia ser feito em Hosei".

### Kashima Antlers
Ayase fez sua estreia pelo Kashima Antlers em 31 de julho de 2019, entrando no decorrer da partida no lugar de Shoma Doi no empate de 1–1 com o Urawa Red Diamonds. Seu primeiro gol na carreira aconteceu na vitória por 2–1 sobre o Yokohama F. Marinos em 10 de agosto. Em seu primeiro jogo titular em setembro, Ueda fez dois gols na vitória de 4–0 sobre o Shimizu S-Pulse. Após uma boa primeira temporada no Kashima, Ueda também fez boa temporada de 2020 ao marcar 10 gols em 29 partidas, com o fato de só tendo completado os 90 minutos de duas partidas. Na temporada de 2021, Ueda fez gols cruciais para o Kashima terminar no top 4 da J-League, com 14 gols feitos em 29 partidas da Liga, sendo o quarto colocado no ranking da competição e o artilheiro do clube na temporada, apesar de uma lesão sofrida em julho que o fez perder dois meses da temporada. Ueda foi nomeado como um dos 31 jogadores de destaque da J-League, em votação de dirigentes e jogadores, embora não tenha entrado para Seleção dos onze melhores do torneio.
Em 2022, logo na primeira partida oficial da temporada contra o Gamba Osaka, marcou um doblete. Até junho, Ueda era o artilheiro da J League com 10 gols em 18 partidas. Após quatro temporadas, despediu-se do clube japonês com 103 partidas com 47 gols marcados e cinco assistências, para transferir-se para o clube belga Cercle Brugge.

### Cercle Brugge
Ueda foi anunciado como novo reforço do Cercle Brugge em 1 de julho de 2022 assinando contrato por quatro temporadas, até junho de 2026. Foi muito bem em sua primeira temporada, terminando-a com 42 jogos, 23 gols e duas assistências. Esse desempenho atraiu interesse e especulações sobre futuras transferências à clubes da Premier League e Bundesliga, além do Sporting.

### Feyenoord
Após destacar-se no Cercle Brugge, Ueda foi anunciado pelo Feyenoord e assinou por cinco anos, tendo a transferência girado em torno de nove milhões de euros. Ueda escolheu usar a camisa 9.

## Seleção Japonesa

### Sub-20
En novembro de 2017, quando ainda atuava pela universidade, Ueda recebeu sua primeira convocação às categorias de base do Japão, representando o Sub-20 na Copa M-150. Fez sua estreia na competição na derrota por 2–1 para a Tailândia, entrando no decorrer da partida.
Os Samurais Azuis chegaram na final contra o Uzbequistão, onde o jogo terminou empatado em 2–2. Nas penalidades, Ayase acabou perdendo o pênalti decisivo e a Seleção Uzbeque acabou campeã.

### Sub-21
Ued foi convocado a representar o Japão em 2018 no Torneio de Toulon, integrando também o elenco que venceu a medalha de prata nos Jogos Asiáticos de 2018 em agosto.  Fez três gols durante o torneio: nas oitavas contra a Malásia, o da vitória contra os Emirados Árabes Unidos e um na final, perdida para a Coreia do Sul.
Ueda também integrou o elenco da Dubai Cup em novembro de 2018. Acabou sendo o artilheiro do torneio com um hat-trick ante Kuwait por 5–0  e o do empate com os Emirados Árabes. Seleção Japonesa terminou em segundo lugar e Ueda foi eleito o melhor jogador.

### Sub-23
Em 2019, Ueda participou de alguns jogos das eliminatórias para o Campeonato Asiático Sub-23 da AFC de 2020. Na fase de grupos, o Japão marcou 21 gols e sofreu nove. Ueda marcou dois hat-tricks, nas goleadas contra Macau e Timor-Leste, por 8–0 e 6–0, respectivamente. Em julho de 2019, Ueda foi um dos convocados para representar o Japão na Universíada de Verão de 2019, em Nápoles. Fez dois gols na vitória da estreia da competição contra a Argentina por 3–0. Foi campeão batendo o Brasil por 4–1, tendo feito três gols.
Em 2021, integrou o elenco japonês nos Jogos Olímpicos de 2020, em Tóquio. Foi titular em todos os jogos e ajudou o Japão a ficar em quarto colocado, após perder para a Itália a medalha de bronze.

### Principal
Seu bom desempenho nas categorias de base do Japão o fez ser em 24 de maio de 2019 convocado pelo técnico Hajime Moriyasu para a disputa da Copa América, no Brasil. Com a convocação para a Seleção Principal, Ueda tornou-se o primeiro jogador depois de Kensuke Nagai e Kazuya Yamamura em 2010 a ser convocado representando uma universidade.
Fez sua estreia em 17 de junho de 2019 na derrota por 4–0 sobre o Chile, iniciando o jogo como titular. Atuou também contra o Uruguai e Equador, mas o Japão acabou eliminado na fase de grupos com Ueda não tendo feito nenhum gol. Ueda também foi cobrado para disputar a Campeonato do Leste Asiático de Futebol de 2019. Atuou nos três jogos do Japão no torneio, tendo os Samurais Azuis terminado com o vice-campeonato ao serem derrotados pela Coreia do Sul por 1–0. Em novembro de 2022, Ueda foi chamado para a Copa do Mundo de 2022, Catar. O Japão acabou eliminado nas oitavas de final para a Croácia.
Convocado para as rodadas finais da Copa Kirin contra El Salvador e Peru de 2023, Ueda fez seu primeiro gol pela Seleção em 15 de junho, na goleada de 6–0 sobre a Seleção Salvadorenha.
Em 1 de janeiro de 2024, foi um dos convocados para representar o Japão na Copa da Ásia. No primeiro jogo, fez um dos gols da vitória por 4–2 sobre o Vietnã em 14 de janeiro. Dez dias depois, fez dois na vitória por 3–1 sobre a Indonésia.

## Estatísticas
Abaixo estão listados todos jogos e gols do futebolista pela Seleção Japonesa, desde as categorias de base. Abaixo da tabela, clique em expandir para ver a lista detalhada dos jogos de acordo com a categoria selecionada.
| Seleção | Ano   | Jogos | Gols |
| ------- | ----- | ----- | ---- |
| Japão   | 2019  | 6     | 0    |
| Japão   | 2022  | 6     | 0    |
| Japão   | 2023  | 7     | 7    |
| Japão   | 2024  | 3     | 3    |
| Total   | Total | 22    | 10   |

| No. | Data                   | Local                                                     | Adversário  | Gol | Resultado | Competição                                 |
| --- | ---------------------- | --------------------------------------------------------- | ----------- | --- | --------- | ------------------------------------------ |
| 1   | 15 de junho de 2023    | Estádio de Toyota, Toyota, Japão                          | El Salvador | 2–0 | 6–0       | Copa Kirin de 2023                         |
| 2   | 9 de setembro de 2023  | Volkswagen Arena, Wolfsburg, Alemanha                     | Alemanha    | 2–1 | 4–1       | Amistoso                                   |
| 3   | 16 de novembro de 2023 | Panasonic Stadium Suita, Suita, Japão                     | Myanmar     | 1–0 | 5–0       | Eliminatórias para a Copa do Mundo de 2026 |
| 4   | 16 de novembro de 2023 | Panasonic Stadium Suita, Suita, Japão                     | Myanmar     | 3–0 | 5–0       | Eliminatórias para a Copa do Mundo de 2026 |
| 5   | 16 de novembro de 2023 | Panasonic Stadium Suita, Suita, Japão                     | Myanmar     | 4–0 | 5–0       | Eliminatórias para a Copa do Mundo de 2026 |
| 6   | 21 de novembro de 2023 | Estádio Príncipe Abdullah al-Faisal, Gidá, Arábia Saudita | Síria       | 2–0 | 5–0       | Eliminatórias para a Copa do Mundo de 2026 |
| 7   | 21 de novembro de 2023 | Estádio Príncipe Abdullah al-Faisal, Gidá, Arábia Saudita | Síria       | 3–0 | 5–0       | Eliminatórias para a Copa do Mundo de 2026 |
| 8   | 14 de janeiro de 2024  | Estádio Al Thumama, Doha, Catar                           | Vietnã      | 4–2 | 4–2       | Copa da Ásia de 2023                       |
| 9   | 24 de janeiro de 2024  | Estádio Al Thumama, Doha, Catar                           | Indonésia   | 1–0 | 3–1       | Copa da Ásia de 2023                       |
| 10  | 24 de janeiro de 2024  | Estádio Al Thumama, Doha, Catar                           | Indonésia   | 2–0 | 3–1       | Copa da Ásia de 2023                       |

## Títulos

### Feyenoord
- Copa dos Países Baixos: 2023–24
- Supercopa dos Países Baixos: 2024

### Japão Sub-21
- Prata nos Jogos Asiáticos: 2018

### Japão Sub-23
- Ouro nas Universíadas: 2019

### Prêmios individuais
- Melhor jogador da Dubai Cup de 2018
- Artilheiro da Dubai Cup de 2018: 4 gols